# Protodacnusa jezoensis
Protodacnusa jezoensis är en stekelart som beskrevs av Maeto 1983. Protodacnusa jezoensis ingår i släktet Protodacnusa och familjen bracksteklar. Inga underarter finns listade i Catalogue of Life.